# Stephen Dorff
Stephen Dorff (Atlanta, Geòrgia, 29 de juliol de 1973) és un actor estatunidenc de cinema i televisió que va créixer a Los Angeles (Califòrnia). A la pel·lícula Backbeat, d'Iain Softley, interpretava Stuart Sutcliffe, el primer baixista de The Beatles; a I Shot Andy Warhol de Mary Harron es va vestir de dona per fer de Candy Darling, una actriu transsexual, i a Cecil B. Demented, de John Waters, va fer el paper del director Cecil B. DeMille.

## Biografia
La seva carrera com a actor va començar als 12 anys amb petits papers en sèries com Blanc i negre protagonitzada per Gary Coleman i pel·lícules com a
In Love and Ward ' protagonitzada per James Woods.
Poc després va protagonitzar la pel·lícula de terror The Gate per la qual va rebre una nominació als premis Young Artist com a millor actor en una pel·lícula de terror. La seva carrera va prosseguir amb papers encara petits en sèries com Married... with children i Rossanne fins a l'any 1992 en el qual va passar a interpretar papers més adults en pel·lícules com The Power of One que va protagonitzar al costat de Morgan Freeman i després el 1993 va actuar en Judgment Night la qual comptava amb un elenc de noves estrelles com Cuba Gooding Jr, Emilio Estévez i Jeremy Piven i en la direcció Stephen Hopkins (director).
Un any més tard va arribar el que Stephen considera el paper de la seva vida i que li va donar la fama i el respecte com a actor en interpretar a Stuart Sutcliffe el cinquè Beatle en Backbeat. Després van venir rols sense transcendència.
El 1996 va recobrar puixança amb dos papers: va interpretar a un transsexual en la pel·lícula I Shot Andy Warhol, i va participar en Sang i vi de Bob Rafelson, al costat de Jack Nicholson i Jennifer Lopez.
El 1998 li va arribar el personatge que li va fer guanyar fans a tot el món: el vampir Deacon Frost en l'èxit taquiller Blade, paper pel qual va guanyar el premi a millor dolent en els premis MTV Movie. El 2000 va rodar al costat de Melanie Griffith la comèdia Cecil B. Demented, de John Waters.
El 2010 va ser triat per Sofia Coppola per protagonitzar la pel·lícula Somewhere, on encarna a una estrella de cinema que veu modificar la seva vida amb l'arribada de la seva filla pre adolescent, paper que va dur a terme Elle Fanning, germana de l'actriu Dakota Fanning.

## Filmografia
La seva filmografia principal inclou títols com The The Power of One (1992), Judgment Night (1993), Backbeat (1994), Les cent i una nits (Les Cent et une nuits) (1995), Jo vaig disparar a l'Andy Warhol (I Shot Andy Warhol) (1996), Blood and wine, laberint criminal (1996), Comptes pendents (City of Industry) (1996), Transport espacial (Space Truckers) (1996), Blade (1998), Cecil B. Demented (2000), A la gola del llop (2003), Cold Creek Manor (2003), World Trade Center (2006), Calibre 45 (2006), Felon (2008), Public Enemies (2009), Somewhere (2010), Bucky Larson: Born to Be a Star (2011) i The Iceman (2012).